# Hollywood Undercover
Hollywood Undercover ist ein Thriller von Reynaldo Villalobos aus dem Jahr 1997.

## Handlung
Der Polizist Stan Navarro kündigt den Job beim LAPD. Er eröffnet eine Privatdetektivagentur, in der er ehemalige Polizisten beschäftigt. Viele der Mitarbeiter sind traumatisiert.
Stan arbeitet vorwiegend für die Filmemacher. Er deckt die Affäre eines bekannten Regisseurs auf und wird er mit der dunklen Seite Hollywoods konfrontiert. Stan muss sich entscheiden, ob er für die Karriere das Leben einer unschuldigen Frau opfern soll.

## Kritiken
Dragan Antulov bedauerte auf rec.arts.movies.reviews, dass der Thriller nicht fortgesetzt würde. Anthony Yerkovich schaffe einen Einblick in die dunkleren Aspekte der Filmindustrie. Der Thriller sei düster und depressiv. Edward James Olmos spiele realistisch; darüber hinaus sei die Darstellung von Charlize Theron bemerkenswert – nicht nur wegen ihres Aussehens.

## Auszeichnungen
Evelina Fernández gewann 1998 den ALMA Award, für den außerdem Edward James Olmos und Angela Alvarado nominiert wurden.